# كاناليا (ماغنيسيا)
كاناليا (Κανάλια) هي مدينة في ماغنيسيا في مقاطعة فوريا إلادا في اليونان.
يبلغ عدد سكانها حوالي 1043 نسمة.